# Preston Crowmarsh
Preston Crowmarsh è una borgata situata nella parrocchia civile di Benson, nell'Oxfordshire. Si trova ad 1 km a nord di Wallingford. È attraversata dal Tamigi, che si può attraversare alla chiusa di Benson.